# Safel El Ouiden
Safel El Ouiden est une commune de la wilaya de Souk Ahras en Algérie.

## Géographie

### Situation
Le territoire de la commune de Safel El Ouiden se situe au sud-ouest de la wilaya de Souk Ahras.
| Bir Bou Haouch              | Bir Bou Haouch, Oum El Adhaim | Oum El Adhaim |
| Bir Bou Haouch              | Safel El Ouiden               | Terraguelt    |
| ? (Wilaya d'Oum El Bouaghi) | ? (Wilaya d'Oum El Bouaghi)   | Terraguelt    |

### Localités de la commune
La commune de Safel El Ouiden est composée de douze localités :
- Abid Tiar
- Aïn Snab
- Aïn Redjem
- Chargui Layou
- Garbi
- Gharbi Layoune
- Henchir Brira
- Khouidiet Essafra
- Medjez Lahmar
- Safel Gormat
- Safel Ouidène
- Souinia